# Baruch Kolski
Niektóre z zamieszczonych tu informacji od 2022-04 wymagają weryfikacji.
Dokładniejsze informacje o tym, co należy poprawić, być może znajdują się w dyskusji tego artykułu.
 Po wyeliminowaniu niedoskonałości należy usunąć szablon [[Szablon:Dopracować|]] z tego artykułu.
Baruch Bolek Kolski (ur. 1915 w Kaliszu, zm. 16 lutego 2008 w Izraelu) - żydowski działacz ruchu Ha-Szomer Ha-Cair, pułkownik (?) armii izraelskiej, ostatni prezes Ziomkostwa Kaliszan w Izraelu.

## Życiorys
W Kaliszu znany pod imieniem Bolek. Jego dziadek był rabinem w Sieradzu. Świeckie wykształcenie otrzymał w Gimnazjum im. A. Asnyka w Kaliszu. W wieku siedmiu lat trafił do żydowskiej organizacji skautowej Ha-Szomer Ha-Cair (Młody Strażnik). Do „izby”, która mieściła się przy ul. Ciasnej 21, zaprowadziła go starsza siostra, Pepa.
W roku 1931 opuścił Kalisz. Najpierw uczył się pracy na roli pod Nowogródkiem, w kibucu prowadzonym przez Ha-Szomer Ha-Cair. Mając zawód miał szanse otrzymać certyfikat wyjazdowy do Palestyny. Podczas pierwszego wyjazdu do Palestyny został deportowany przez Anglików do Rumunii, skąd z podrobionym paszportem raz jeszcze próbował przedostać się do Erec Israel, co udało się w 1936 roku.
Podczas Zagłady zginęła niemal cała jego rodzina, prócz najstarszej siostry Pepy, która z Wilna poprzez Japonię przedostała się do Palestyny.
Jako żołnierz brał udział we wszystkich wojnach, które dotknęły państwo Izrael. W czasach pokoju kształcił młodych żołnierzy, jeździł z misjami po całym świecie, ale najważniejsza dla niego była działalność związana ze zbieraniem funduszy na obronę Izraela. Dzięki zebranym funduszom i wsparciu Fundacji Nissenbaumów z kanału Prosny wydobyto ponad półtora tysiąca macew pochodzących ze starego żydowskiego cmentarza w Kaliszu.
Kolski zajmował się nowym cmentarzem żydowskim w Kaliszu przy ul. Podmiejskiej. Dzięki jego interwencji doszło do przeniesienia z budynku domu przedpogrzebowego uciążliwych lokatorów. To on też był inicjatorem odbudowy budynku oraz utworzenia w nim Domu Pamięci i Spotkań.